# Мандрівка хлопчика-мізинчика
Мандрівка хлопчика-мізинчика (нім. Daumerlings Wanderschaft) — казка зі збірки братів Грімм «Дитячі та сімейні казки». Вперше опублікована в другому виданні збірки, що вийшла 1819 року. Опублікована під номером 45 та згідно з класифікацією казкових сюжетів Аарне-Томпсона має номер 700. 1857 року брати Грімм відредагували казку, зробивши її більш придатною для дітей, що відповідало їхній загальній тенденції адаптації казок у пізніших виданнях.
Казка розповідає про маленького, але дуже кмітливого хлопчика, який вирушає у подорож і потрапляє у різні пригоди.
Крім того, брати Грімм написали ще одну казку з цим персонажем — «Хлопчик-Мізинчик», яка входить до збірки під номером 37.
Казка походить із німецького фольклору, а сам сюжет також зустрічається в інших європейських країнах:
- Франція: «Le Petit Poucet» (Шарль Перро)
- Англія: «Tom Thumb»
- Скандинавія: «Kvitebjørn kong Valemon»[7]

## Сюжет
Хлопчик-Мізинчик — син бідного кравця, який був настільки маленьким, що його порівнювали з мізинцем. Одного разу він вирішив вирушити у світ на пошуки пригод. Батько, хоч і сумнівався, благословив сина, давши йому голку замість шпаги, яку хлопчик взяв із собою як зброю.
Перед тим як вирушити, Хлопчик-Мізинчик захотів попрощатися з родиною. Він підійшов до казана, де варився обід, і запитав матір, що готують. Нагнувшись над мискою, він занадто низько схилився, і пара підхопила його і винесла через димову трубу. Так він опинився далеко від дому, почавши свою мандрівку.
Хлопчик-Мізинчик найнявся на роботу до одного майстра, але той погано його годував. Хлопчик погрожував піти, якщо їжа не покращиться, і навіть написав на дверях вірш про те, що їжі багато, але м'яса мало. Господиня розлютилася і намагалася його вдарити, але він ховався під наперстком і в щілинах столу, дражнячи її. Зрештою, його вигнали з дому.
Продовжуючи мандрувати, Хлопчик-Мізинчик зустрів зграю розбійників, які планували пограбувати королівську скарбницю. Вони вирішили, що маленький кравчик зможе пролізти через щілину і винести гроші. Хлопчик погодився і, пробираючись у скарбницю, викидав таляри через вікно розбійникам. Коли прийшов король, щоб перевірити скарби, Хлопчик-Мізинчик сховався, але продовжував дражнити вартових, кидаючи гроші та перестрибуючи з кута в кут.
Після того, як всі гроші були викрадені, Хлопчик-Мізинчик вилетів зі скарбниці на останньому талярі. Розбійники запропонували йому стати їхнім отаманом, але він відмовився, взявши лише один крейцер як винагороду, і вирушив далі.
Хлопчик-Мізинчик найнявся слугою в готель, але служниці не полюбили його за те, що він бачив їхні крадіжки та розповідав про них господарям. Вони вирішили позбутися його: одна з них скосила його разом із травою і віднесла коровам. Хлопчик опинився в шлунку корови, де йому було темно і незручно.
Коли корову вирішили зарізати, Хлопчик-Мізинчик кричав, щоб його випустили, але його не почули. Він опинився у вирізці для ковбаси, але врятувався, спритно уникаючи ножів м'ясника. Потім його загорнули в ковбасу, але він вискочив, коли господиня почала її різати.
Після втечі Хлопчик-Мізинчик вирушив далі, але зустрів лиса, який проковтнув його. Хлопчик умовив лиса відпустити його, обіцяючи віддати всіх батькових курей. Лис погодився, і Хлопчик повернувся додому.
Батько, радіючи поверненню сина, віддав лисові всіх курей. Хлопчик-Мізинчик подарував батькові крейцер, який заробив у своїх мандрівках, і вони знову возз'єдналися.